# Лыбидь (космический аппарат)
Лыбидь (укр. Либідь, англ. Lybid) — планируемый к выводу на орбиту украинский геостационарный телекоммуникационный спутник. Предназначен для формирования Национальной системы спутниковой связи Украины.
Запуск спутника неоднократно переносился с 2011 года в связи с различными проблемами и до сих пор не состоялся. В настоящее время спутник находится в России на хранении в ИСС имени академика М. Ф. Решетнёва.
В конце 2019 года глава Государственного космического агентства Украины Владимир Усов сообщил, что проект, скорее всего, будет закрыт В апреле 2021 года Усов сообщил, что агентство по-прежнему ищет инвестора для завершения проекта без привлечения дополнительных средств из бюджета страны.

## Миссия
Спутник предназначается для предоставления услуг регионального и зарубежного телерадиовещания, предоставления услуг мультимедиа и Интернета, а также обеспечения передачи данных, телефонии, видеоконференций и Интернета на основе VSAT. В зону покрытия лучей спутника входят Восточная Европа, часть Азии и Ближний Восток.
Полезная нагрузка
На КА будут установлены 24 транспондера Ku-диапазона. Мощность каждого транспондера составит 100—110 Ватт.

## Производство
В декабре 2009 года НКАУ заключило контракт с канадской компанией «MacDonald, Dettwiler and Associates Ltd.», которая должна была изготовить первый украинский спутник связи и построить на территории Украины объекты наземной вспомогательной инфраструктуры для его использования (два центра контроля и управления полётами). Общая сумма контракта составила 254 млн долларов США.
Субподрядчиком выступал ИСС имени академика М. Ф. Решетнёва, ответственный за спутниковую платформу и конструкцию модуля полезной нагрузки.